# Прва бригада 35. дивизије НОВЈ
Алтернативни називи:
 Прва бригада Оперативног штаба за Лику
Прва личка самостална ударна бригада
Прва ударна бригада 35. дивизије НОВЈ формирана је под именом Прва бригада Оперативног штаба за Лику наредбом Главног штаба Хрватске 1. јануара 1944. године у селу Подлапцу од Личког НОП одреда и Пратеће чете Оперативног штаба. при форирању је имала 3 батаљона и 1068 бораца. Од 30. јануара је ушла у састав новоформиране 35. личке дивизије НОВЈ као њена Прва бригада. У октобру 1944. добија назив ударна. Од 2. априла 1945. године носила је назив Прва личка самостална ударна бригада.
Дејствовала је на подручју Госпића, Перушића, Оточца и Врховина, и затварала правце који од тих места воде у Крбавско поље, ка Кореници и Плитвичким језерима. Значајан успех постигла је 5. маја 1944. године када је разбила 34. усташку бојну у Рамљанима. Средином маја водила је упорне борбе са немачким снагама у сектору Пљешевице ради одбране складишта, радионица и болнице на Каменском и у Бијелим Потоцима. Нападала је непријатељске посаде у Кореници, Личком Петровом Селу, Црној Власти, Бабином Потоку, Врховинама, Шкарама, Лешћу, Перушићу, Доброселу и другим местима, изводила диверзије и ометала непријатељев саобраћај на друму Бихаћ-Срб и водила борбе око Грачаца и Коренице.
У 1945. водила је борбе у рејону Кореница, Пријебој, Црна Власт, Трновац, против четника и делова немачке 392. и 11. усташко-домобранске дивизије. После расформирања 35. дивизије 2. априла 1945. године стављена је под непосредну команду штаба 11. корпуса ЈА, а после расформирања 11. корпуса, 23. априла 1945. прешла је под истим називом у састав Четврте армије ЈА. Обављала је посадну службу у гарнизонима Сењ, Госпић, Оточац и Вратник и чистила подручје северозападне Лике и дела Хрватског приморја од разбијених и заосталих непријатељских група.
Одликована је Орденом заслуга за народ.